# Censorinus (cráter)

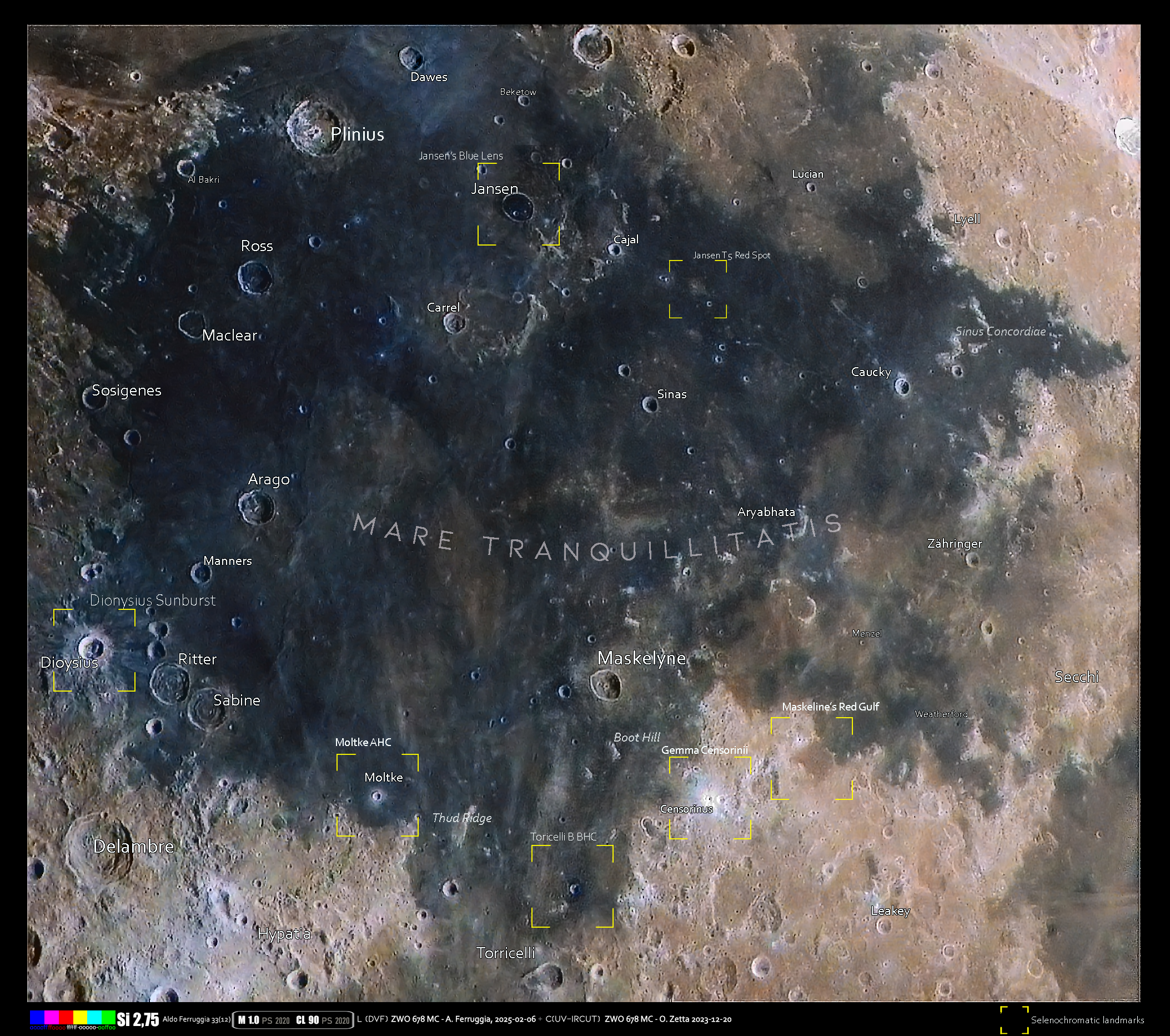
Área del cràter en formato selenocromatico

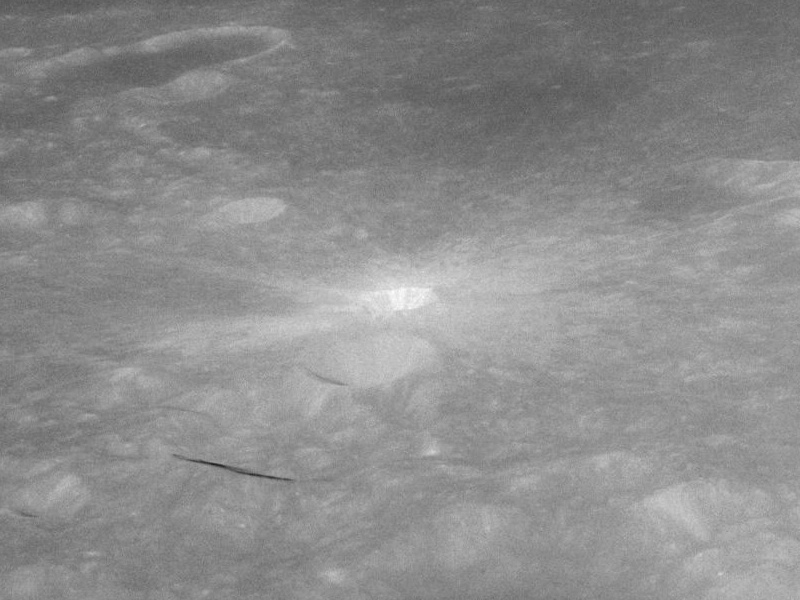
Fotografía de la misión Apolo 11

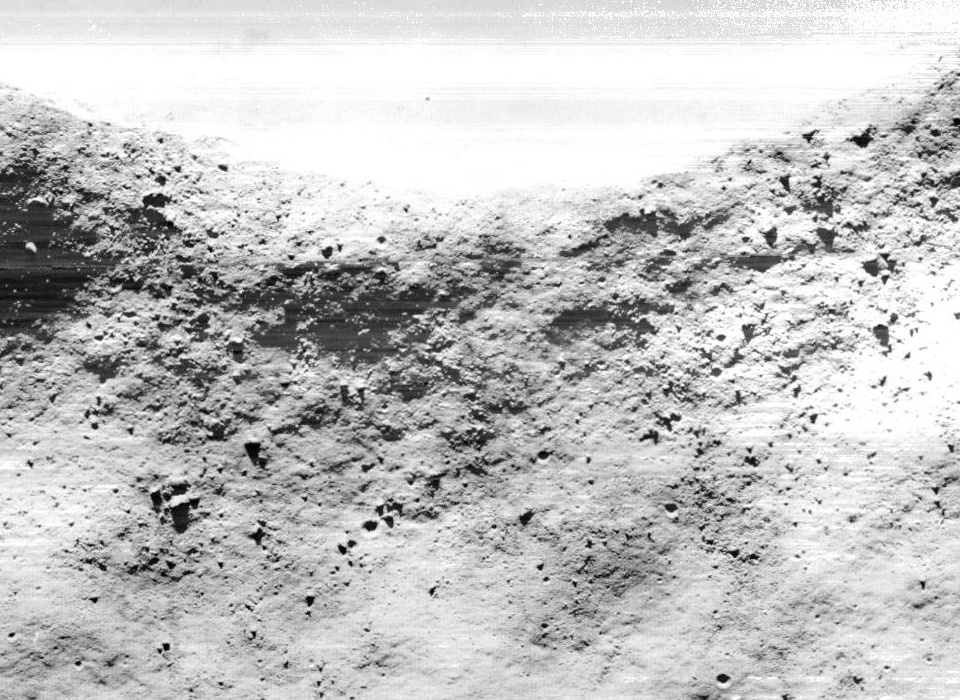
Parte de una imagen del Lunar Orbiter 5 mostrando abundante bloques en el borde oeste de Censorinus.

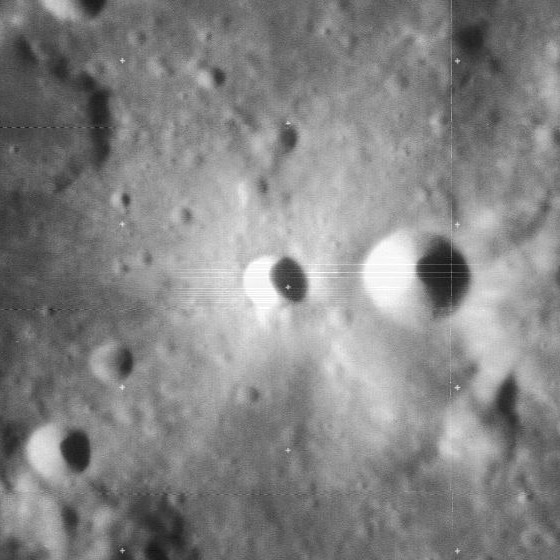
Fotografía de la misión
Lunar Orbiter 4 (1967)

Censorinus es un pequeño cráter de impacto lunar situado en el sudeste del Mare Tranquillitatis. Al noreste se halla el cráter Maskelyne.
Censorinus se distingue por una superficie de material de alto albedo que rodea su borde. Esto hace que se vea como un elemento destacado cuando el sol está en un ángulo alto, y es uno de los objetos más brillantes del lado visible de la Luna. Un sistema de marcas radiales tiene su centro en el cráter, contrastando con el mar lunar más oscuro.
Esta formación tiene un borde elevado de perfil afilado y un interior simétrico, en forma de copa. Fotografías en primer plano de este cráter realizadas por el Lunar Orbiter 5 muestran múltiples grandes bloques situados a lo largo de sus rampas externas. La superficie cercana al cráter es irregular debido al depósito de materiales eyectados, sin presentar otras características que lo hagan singularmente identificable.
Los alrededores de Censorinus fueron considerados como uno de los primeros lugares potencialmente adecuados para el alunizaje del Apolo.

## Cráteres satélite
Por convención estos elementos son identificados en los mapas lunares poniendo la letra en el lado del punto medio del cráter que está más cerca de Censorinus.
| |                             |          |
| \| Censorinus \| Coordenadas \| Diámetro \| \| ---------- \| --------------------------- \| -------- \| \| A \| 0°24′S 33°00′E / -0.4, 33.0 \| 7 km \| \| B \| 2°00′S 31°24′E / -2.0, 31.4 \| 8 km \| \| C \| 3°00′S 34°06′E / -3.0, 34.1 \| 28 km \| \| D \| 1°54′S 35°48′E / -1.9, 35.8 \| 10 km \| \| E \| 3°36′S 34°48′E / -3.6, 34.8 \| 12 km \| \| H \| 1°48′S 33°42′E / -1.8, 33.7 \| 10 km \| \| J \| 1°00′S 31°18′E / -1.0, 31.3 \| 5 km \| \| K \| 1°00′S 28°48′E / -1.0, 28.8 \| 4 km \| \| L \| 2°30′S 31°12′E / -2.5, 31.2 \| 4 km \| \| N \| 1°54′S 36°30′E / -1.9, 36.5 \| 36 km \| \| S \| 3°48′S 36°06′E / -3.8, 36.1 \| 17 km \| \| T \| 3°12′S 31°06′E / -3.2, 31.1 \| 5 km \| \| U \| 1°30′S 34°24′E / -1.5, 34.4 \| 3 km \| \| V \| 0°36′S 35°24′E / -0.6, 35.4 \| 4 km \| \| W \| 1°00′S 37°30′E / -1.0, 37.5 \| 9 km \| \| X \| 0°30′S 37°12′E / -0.5, 37.2 \| 18 km \| \| Z \| 3°42′S 36°48′E / -3.7, 36.8 \| 12 km \| |                             |          |
| Censorinus | Coordenadas                 | Diámetro |
| A | 0°24′S 33°00′E / -0.4, 33.0 | 7 km     |
| B | 2°00′S 31°24′E / -2.0, 31.4 | 8 km     |
| C | 3°00′S 34°06′E / -3.0, 34.1 | 28 km    |
| D | 1°54′S 35°48′E / -1.9, 35.8 | 10 km    |
| E | 3°36′S 34°48′E / -3.6, 34.8 | 12 km    |
| H | 1°48′S 33°42′E / -1.8, 33.7 | 10 km    |
| J | 1°00′S 31°18′E / -1.0, 31.3 | 5 km     |
| K | 1°00′S 28°48′E / -1.0, 28.8 | 4 km     |
| L | 2°30′S 31°12′E / -2.5, 31.2 | 4 km     |
| N | 1°54′S 36°30′E / -1.9, 36.5 | 36 km    |
| S | 3°48′S 36°06′E / -3.8, 36.1 | 17 km    |
| T | 3°12′S 31°06′E / -3.2, 31.1 | 5 km     |
| U | 1°30′S 34°24′E / -1.5, 34.4 | 3 km     |
| V | 0°36′S 35°24′E / -0.6, 35.4 | 4 km     |
| W | 1°00′S 37°30′E / -1.0, 37.5 | 9 km     |
| X | 0°30′S 37°12′E / -0.5, 37.2 | 18 km    |
| Z | 3°42′S 36°48′E / -3.7, 36.8 | 12 km    |

El siguiente cráter ha sido renombrado por la UAI:
- Censorinus F (Ver Leakey (cráter))